# Ir
 For alternative betydninger, se Ir (flertydig). (Se også artikler, som begynder med Ir)
Ir opstår, når grundstoffet kobber tilføres en blanding af svovldioxid, kuldioxid og vand. Restprodukterne er også kendt som kobbersulfat, CuSO4, kobbercarbonat, CuCO3 og kobberhydroxid, Cu(OH)2.
Kobbertage der udsættes for vind og vejr, får et tyndt lag ir. Det består af mineralet malakit — Cu2CO3(OH)2.
Ir ses især på gamle tårne på slotte og kirker, der traditionelt i Danmark er beklædt med kobber. Der går typisk et sted mellem 3 og 15 år før kobberet begynder at blive grønt pga. ir, afhængigt af forureningsgraden af svovl i luften.